# Крочифисо (Мачерата)
Крочифисо (итал. Crocifisso) насеље је у Италији у округу Мачерата, региону Марке.
Према процени из 2011. у насељу је живело 70 становника. Насеље се налази на надморској висини од 499 м.